# نبرد پورتا کولینا
نبرد پورتا کولینا (به ایتالیایی: Battaglia di Porta Collina) در یکم و دوم نوامبر ۸۲ پیش از میلاد میان لژیونهای جناح آریستوکرات و محافظه‌کار به رهبری لوکیوس کورنلیوس سولا و ارتش جناح پوپولیست و شبه نظامیان ایتالیایی-سامنیت به رهبری پونتیوس تلسینوس که تا دروازه‌های روم لشکر کشیده بودند، به‌وقوع پیوست.
پیروزی در این نبرد، که با خونریزی و توحش مفرطی در دروازه‌های شهر روم به‌وقوع پیوست، پس از تحمل سختی بسیار در مراحل آغازین نصیب نیروهای جناح آریستوکرات شد. این نبرد دومین جنگ داخلی سولا را به سود نیروهای سولا به پایان رساند. پس از این نبرد، سولا با قتل‌عام سران و سربازان ارتش دشمن، اقداماتی خشن و تنبیهی علیه پوپولارها اعمال نمود و لقب دیکتاتور روم را به خود اختصاص داد.

## زمینه تاریخی
لوکیوس کورنلیوس سولا پس از نبرد پیروزمندانه در برابر مهرداد ششم (رجوع کنید جنگ مهردادی یکم) در بهار ۸۳ پیش از میلاد با پنج لژیون در بریندیزی پیاده شد و بدین ترتیب دومین جنگ داخلی سولا را در برابر جناح دموکرات (پوپولارها) آغازید، جناحی که پس از مرگ گایوس ماریوس و لوسیوس کورنلیوس کینا از رهبرانی معتبر و فرهمند بی‌بهره شده بود. نبردهای سال ۸۳ ق. م بدون نتایجی چندان به پایان رسیدند؛ سولا و معاونان اصلی‌اش، کوینتوس کایسیلیوس متلوس پیوس، کراسوس، و نیائه‌ئوس پومپیئوس پیروزی‌هایی در پیچنوم، آپولیا و کامپانیا بدست آورده بودند امّا نیروهای دموکراتیک مصمم به ازسرگیری جنگ بودند. در سال ۸۲ ق. م گایوس ماریوس جوانتر، فرزند جوان امّا جنگجوی گایوس ماریوس، و گنایوس پاپیریوس کاربو به منصب کنسولی انتخاب شدند. نیروهای دموکرات با سربازگیری از میان کهنه‌سربازان ماریوس، شبه‌نظامیان اتروریا و گل آلپ و از همه بالاتر ارتش بزرگی از سامنیتها و لوکانی‌ها خود را تقویت کردند. سامنیت‌ها به‌ویژه از رومیان و سولا نفرت داشتند، زیرا این سولا بود که در طول جنگ اجتماعی سال‌های ۹۱ تا ۸۸ پیش از میلاد با قساوتی که از خود نشان داده بود قلمرو آنان را ویران کرده بود؛ همچنین آنان متقاعد شده بودند که پیروزی جناح اشرافی سولا می‌تواند برای همیشه خودمختاری و آزادی ناحیه‌شان ــ که در نتیجهٔ جنگ مزبور تحصیل کرده بودند ــ را از بین ببرد، برای همین به همراه لوکانی‌ها شورش کرده و با بسیج نیروی بزرگی به یاری جناح ماریان‌ها (پوپولارها یا دموکرات‌ها) پیوستند.
به‌هرحال جنگ داخلی در سال ۸۳ ق. م با پیاده شدن سولا در بریندیزی واقع در شرق ایتالیا آغاز شد؛ متلوس پیوس به همراه پومپیئوس به شمال رفت تا با نیروهای دموکراتیک پاپیریوس کاربو روبرو شوند، درحالی‌که سولا از مسیر جاده لاتین مستقیماً به سوی روم پیشروی کرد. ماریوس جوان که با ارتش خود میان سنیی و پرنسته (هر دو در جنوب-شرقی روم) اردو زده بود تا راه دسترسی به پایتخت را سد کند، در نبرد ساکریپورتو در حاشیهٔ سنیی شکست سختی از سولا خورد و ناچار شد با بقیه نیروهایش به پرنسته عقب بنشیند، سولا نیز نیروهایی تحت امر کوینتوس لوکرسیوس اوفلا فرستاد تا وی را در پرنسته محاصره کنند. رهبر جناح آریستوکرات (سولا) پس از آن‌که بی‌رحمانه تمامی اسیران سامنیتی را کُشت، با ارتش خود پیشروی به‌سوی روم را ادامه داد؛ رومی که با عجله توسط نیروهای دموکرات لوکیوس داماسیپوس تخلیه شده بود، کسی که در طول حضورش در روم نسبت به رقبای سیاسی‌اش (اپتیمات‌ها) آزار و اذیت‌هایی اعمال کرده بود. سولا بدون مقاومت وارد روم شد.
باوجودی‌که ماریوس جوان در پرنسته (پالسترینای امروزین) محاصره شده بود، عملیات جنگی با نتایج متناوب در شمال و مرکز (اتروریا) پیگیری می‌شدند: پومپیئوس و متلوس پیوس در جبهه شمال توانستند پاپیریوس کاربو را پس بزنند تا در کیوزی (شمال روم) پناه بگیرد و مانند ماریوس جوان محاصره شود؛ البته وی در کیوزی توانست پیشروی سولا که درحال حرکت از روم به شمال بود تا به پومپیئوس و متلوس پیوس ملحق شود، را سد نماید. اکنون سران جناح ماریان‌ها تلاش‌های خود را معطوف آزادسازی ماریوس جوان از محاصره در پرنسته نمودند. پاپیریوس کاربو نیرویی به فرماندهی گایوس مارکیوس کنسورینوس روانه جنوب کرد تا در پرنسته ماریوس جوان را از محاصره نجات دهد امّا این نیرو توسط پومپیئوس و کراسوس در اسپولتو نابود شد، پس دو لژیون دیگر به رهبری لوکیوس داماسیپوس به‌جای وی به پرنسته پیشروی نمودند. امّا بزرگترین کمک به محاصره‌شدگان پرنسته در این گیرودار را ارتش بزرگی از سامنیت‌ها به رهبری پونتیوس تلسینوس و لوکانی‌ها به رهبری مارکوس لامپونیوس ارائه کردند که در حال پیشروی از کامپانیا (در جنوب روم و پرنسته) به‌سوی پرنسته بودند. همچنین نیرویی از کاپوآ به رهبری تیبریوس گوتا نیز به این نیروها پیوسته شده بود و با این حساب کل نفرات سه رهبر ایتالیایی (تلسینوس، لامپونیوس و گوتا) بالغ بر ۷۰٬۰۰۰ نفر می‌شدند.
سولا که در حاشیهٔ کیوزی (شمال روم) سرگرم محاصرهٔ پاپیریوس کاربو بود، وقتی از حرکت ارتش جدید سامنیت‌ها به سوی پرنسته (جنوب-شرقی روم) برای نجات ماریوس جوان آگاهی یافته بود، تصمیم گرفت نیرویی برای پیگیری محاصرهٔ پاپیریوس کاربو در کیوزی جاگذاشته و با بقیه مردانش مجدداً روبه‌سوی جنوب کرده و به پرنسته بازگردد. لژیون‌های سولا به‌موقع فرارسیدند تا راه پرنسته را به روی ارتش بزرگ تلسینوس ببندند، و موفق شدند پیشروی آنان را متوقف کنند. رسیدن دو لژیون تقویتی لوکیوس داماسیپوس که قبلاً از جانب کاربو فرستاده شده بودند نیز نتوانست وضع سامنیت‌ها را تغییر دهد. محاصرهٔ پرنسته با تمام قوا از سوی نیروهای سولا ادامه یافت.

## نبرد

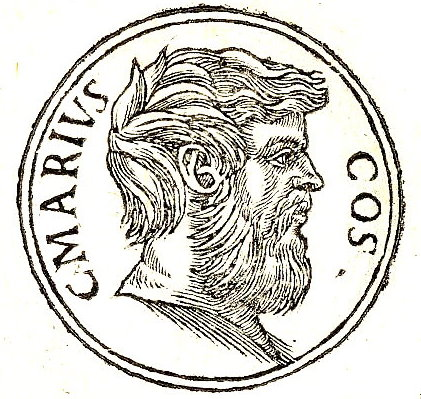
گایوس ماریوس جوانتر، فرزند گایوس ماریوس و از فرماندهان نیروهای دموکرات (پوپولارها)

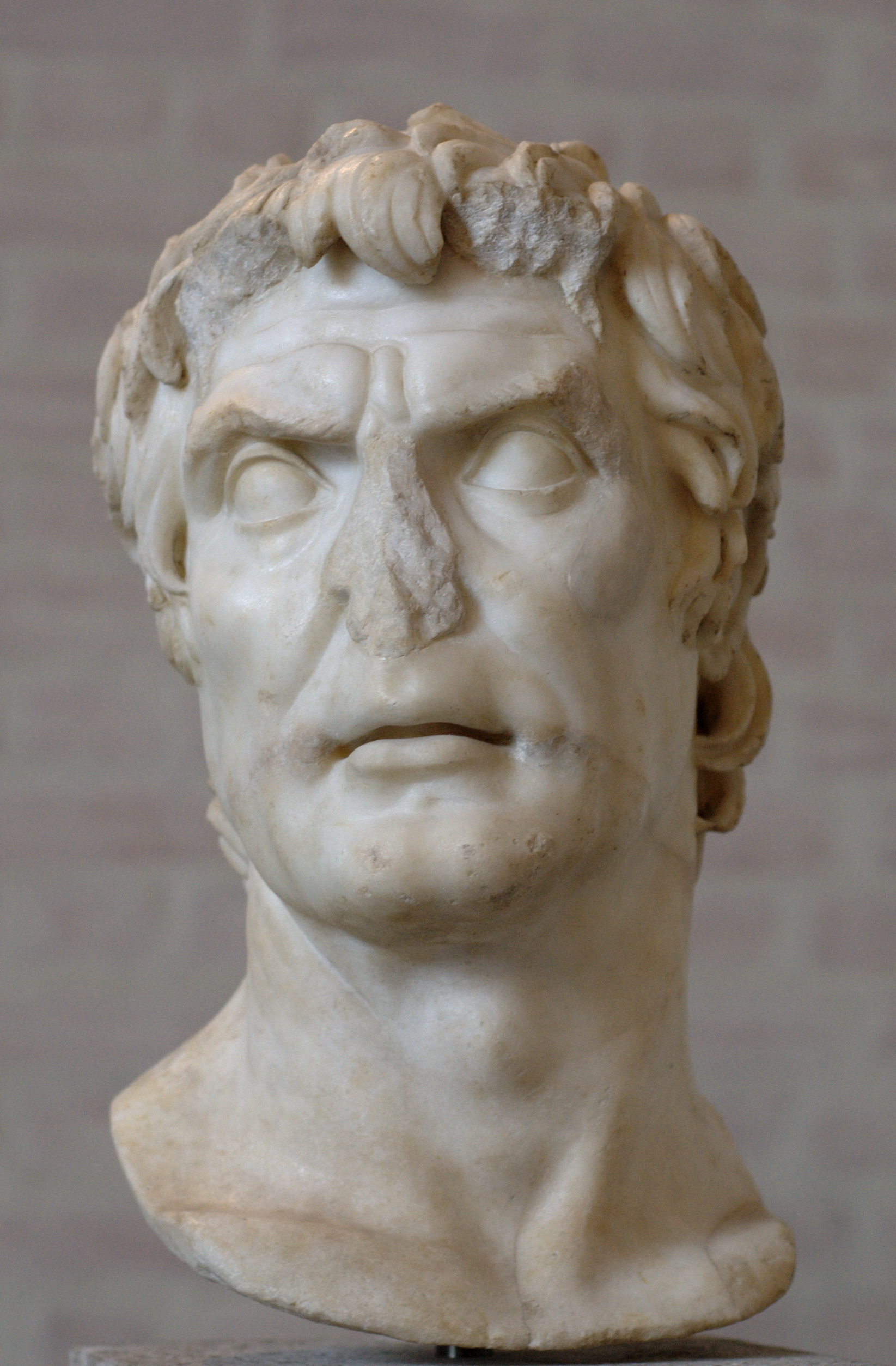
سردیسی که به سولا نسبت داده می‌شود.

### تغییر جهت سامنیت‌ها به سوی روم
بنابراین ارتش عظیم سامنیت‌های پونتیوس تلسینوس و لوکانی‌های مارکوس لامپونیوس در مسیر پرنسته توسط نیروهای کورنلیوس سولا متوقف شدند؛ نیروهایی که تمامی تلاش‌ها برای نجات نیروهای محاصره شدهٔ گایوس ماریوس جوان را خنثی می‌کردند. در این میان، روند جنگ در دیگر جبهه‌ها باب میل نیروهای سولا بود: در گل آلپ، ارتش گایوس نوربانوس پس از چند پیروزی، در فائنتسا توسط متلوس پیوس تارومار شد و خود به رودس گریخت و بخشی از باقی‌ماندهٔ نیروهایش به جناح دشمن پیوستند. کاربو هم که از خروج سولا از حومه کیوزی سودجُسته بود، خود را از کیوزی خارج ساخت و به خط جبهه فورلی ـ فائنتسا رفت تا با متلوس پیوس که آسیب‌پذیرترین فرد نیروهای اپتیمات‌ها پنداشته می‌شد، رویارو گردد. نتیجه امّا آن‌چیزی نبود که کاربو انتظارش را داشت: وی شکست زننده‌ای متحمل شد و کیوزی را نیز بی‌دفاع رها کرده بود تا به‌دست پومپیئوس بیفتد و نیروهایش در آنجا تاحدودی نیست و نابود شدند. وی به آفریقا گریخت امّا گایوس آلبینوس کارینا درعوض باقی‌ماندهٔ نیروها را جمع‌آوری کرده و شجاعانه تصمیم گرفت روانه پرنسته (در جنوب کیوزی و روم) شده تا به نیروهای تلسینوسی ملحق شود که در مسیر پرنسته متوقف شده بودند.
وضع ارتش سامنیتی که در نزدیکی پرنسته تجمع کرده بود، باوجود رسیدن نیروهای تقویتی داماسیپوس و سپس کارینا پُرمخاطره بود و بیم آن می‌رفت که بدتر شود؛ راه پرنسته که از سوی ارتش سولا برای ادامه دادن به محاصرهٔ ماریوس جوان مسدود شده بود ناگشودنی به‌نظر می‌رسید و همچنین انتظار می‌رفت ارتش گنئو پومپیئوس پس از شکست دادن کاربو در کیوزی نیز به نیروهای سولا بپیوندد. بدین‌وسیله ارتش ایتالیایی-سامنیتی نزدیک بود محاصره شود. در این اوضاع و احوال، سران دموکرات به ابتکار پونتیوس تلسینوسِ پُرتوان و جنگجو تصمیم استراتژیک متهورانه‌ای گرفتند: قرار شد شکستن محاصرهٔ پرنسته را رها کرده و در عوض مستقیماً به‌سوی روم حرکت کنند، رومی که در این هنگام از دفاع کامل و مجهز بی‌بهره بود. این پیشروی بی‌باکانه به‌سوی روم از دیدگاه استراتژیکی امری مخاطره‌آمیز بود امّا محتملاً سران دموکرات و در رأس آنان تلسینوس از شکست‌های مکرر مضطرب شده و درعوض مصمم به گرفتن انتقامی سخت از روم شده بودند. پونتیوس تلسینوس و جنگجویان سامنیت وی مصمم به جنگیدن در آخرین و تعیین‌کننده‌ترین نبرد برای دفاع از آزادی و هستی مردم ایتالیایی‌شان، اِعمال تنبیهی سخت علیه شهر منفور روم، نابودی کامل آن و ازریشه‌برکندن ساکنین آن بودند.
بدین‌ترتیب ارتش ایتالیایی-سامنیتی به رهبری پونتیوس تلسینوس به همراهی لوکانی‌های لامپونیوس و سران دموکراتیک از جمله کارینا، داماسیپوس و کنسورینوس در نیمه شب قلمرو پرنسته را رها کرده (دور زده) و در مسیر جاده لاتین باسرعت روانه روم شدند، جایی که تنها در حد یک روز پیاده‌روی از پرنسته فاصله داشت. این نیروها در مسیر خود عملاً با برخوردی روبرو نشدند. آنان در صبحگاه یکم نوامبر ۸۲ پیش از میلاد به حومه روم رسیدند. تلسینوس که از این پیشروی موفقیّت‌آمیز بسیار سرخوش و مطمئن بود، ارتش خود را در فاصله دَه استادیایی پورتا کولینا موضع داده و اردو زد. وضع روم که تقریباً بی‌دفاع بود (زیرا سولا برای پیگیری محاصرهٔ ماریوس جوان هنوز در پرنسته بود) تراژیک می‌نمود؛ این پایتخت پس از سده‌ها باردیگر در خطر ویرانی و غارت تازه‌ای همانند آنچه در نبرد آلیا در ۳۹۰ پیش از میلاد از سوی گل‌ها (فرانسه) برسرش آمد، بود.

### فرارسیدن سولا و نبرد در دروازه کولینا
خطری که روم را تهدید می‌کرد بسیار جدّی بود؛ پونتیوس تلسینوس همچون هانیبال جدیدی تصور می‌شد که بی‌هیچ شک و تردیدی مصمم به تازش به پایتخت بی‌دفاع و شدیداً آسیب‌پذیر دشمن بود. در بامداد یکم نوامبر گروهی از سواران از میان جوانان شهر بسیج شده و به‌فرماندهی آپیوس کلودیوس شجاعانه از شهر خارج شدند تا با دشمن ایتالیایی رویارو شوند، امّا ارتش بزرگ سامنیت-ماریانی به آسانی آنان را شکست داده و فرمانده آنان کُشته شد. خوف و دهشت شهر را فراگرفت و آشوب و غوغاهایی نیز درمیان شهروندانی که هراسناک از به‌راه انداختن «حمام خون» بودند، رخ داد.
سولا از حرکت غیرمنتظره و بی‌باکانه ارتش تلسینوس به سوی روم آگاه شده و دانسته بود که دشمن جبهه پرنسته را رها کرده و در طول جاده لاتین درحال پیشروی به سوی روم است، پس سریعاً با ارتش خود برای نجات پایتخت روانه شد. پیش‌قراولان ارتش سولا، هفتصد سوار به فرماندهی اکتاویوس بالبوس، در صبح یکم نوامبر به پایتخت رسیده و روحیه شهروندانِ تحت حمله را تقویت کردند؛ بالبوس پس از توقفی بسیار کوتاه سربازان خود را وارد نبرد با دشمن نمود. سولا نیز پس از حرکتی طاقت‌فرسا از پرنسته در نیمروز به روم رسید و نیروهایش را در نزدیکی معبد ونوس اریچینا در نزدیکی پورتا پیای امروزین مستقر ساخت و به اولین واحدهایی که فرارسیدند دستور داد پس از استراحتی کوتاه مستقیماً به خط مقدم رفته تا دشمن حمله کنند. به‌رغم مشاوره‌های معاونانش گنایوس کورنلیوس دولابلا و لوکیوس مانلیوس تورکواتوس که پیشنهاد کردند نبرد کلی را به تأخیر انداخته و پیش از روبرو شدن با دشمن استراحتی به لژیون‌های خسته بدهد، سولا تصمیم گرفت تردیدی به خود راه نداده و جنگ را در بعد از ظهر همان روز بیاغازد زیرا از بی‌نظمی و ترور محتمل در روم درطول شب نگران بود. جنگ در میان ساعات ۱۵ و ۱۶ یکم نوامبر آغاز شد.
نبرد با وجود کاهش سطح دید، خونین و دراماتیک بود؛ ارتش ایتالیایی-سامنیتی با خشونت مفرطی می‌جنگید و تلسینوس با گشت‌زنی در خط مقدم سپاهش می‌کوشید سربازان خود را تشجیع و تحریک کند، و پیروزمندانه ادعا می‌کرد که روم درحال نابودی است، «نابود کنندگان آزادی ایتالیا» نیست‌ونابود خواهند شد، روز انتقام فرارسیده و اینکه لازم است «دشت» ی که «گرگ‌ها» ی رومی در آن آشیان گزیده بودند را ازمیان‌برد تا برای همیشه اقوام ایتالیایی آزاد شوند. در ابتدای نبرد، جناح چپ روم خود را تحت حملات دشمن در وضعی دشوار یافت و سولا شخصاً در آنجا حاضر شد تا وضعیت را کنترل کند و آنان را به مقاومت برانگیزد، وی حتی در خطوط مقدم سپاهش سوار بر اسب حرکت می‌کرد، امری که خطر آن را داشت که نیزه‌ای از سوی دشمنانی که وی را شناخته بودند به‌سویش پرتاب شده و وی را بکُشد. سولا که دیندار بود، خداوندگار آپولون را فرامی‌خواند تا وی را از گزند محفوظ داشته و در این نبرد یاری‌اش دهد. او دل به خطر می‌سپرد تا لژیون‌هایش را قوی‌دل کرده و به مقاومت برانگیزد. درحقیقت اوضاع جناح چپ روم بهبود نیافت؛ نیروها منحرف شده، عده‌ای به کمپ عقب کشیده، و بقیه به داخل دیوارهای شهر گریختند، و در این گیرودار عقب‌نشینی حتّی بسیاری از شهروندانی که برای مشاهده نبرد خارج شده بودند نیز کُشته شدند. شایعاتی یأس‌آور مبنی‌بر شکست رومیان و مرگ محتمل سولا شایع شدند؛ این اخبار حتیّ تا کمپ پرنسته که اوفلا مشغول محاصرهٔ ماریوس جوان بود نیز رسید و به وی گفته شد که جنگ را باخته‌اند.
سولا برای اجتناب از غیرقابل کنترل شدن دروازه ورود به شهر، دروازه‌ها را بست و نیروها ــ که دیگر راه فرار نداشتند ــ بالاخره موفق شدند خود را بار دیگر سازماندهی کرده، و باز جنگ را از سر بگیرند و از شکست کامل جناح چپ اجتناب کنند. به‌تدریج لژیون‌های سولا ابتکار را در دست گرفته و یک‌ساعت پس از غروب، هجوم برده و به‌تدریج زمین را از سامنیت‌ها پس‌گرفتند؛ جنگ خونین در طول شب نیز ادامه یافت.

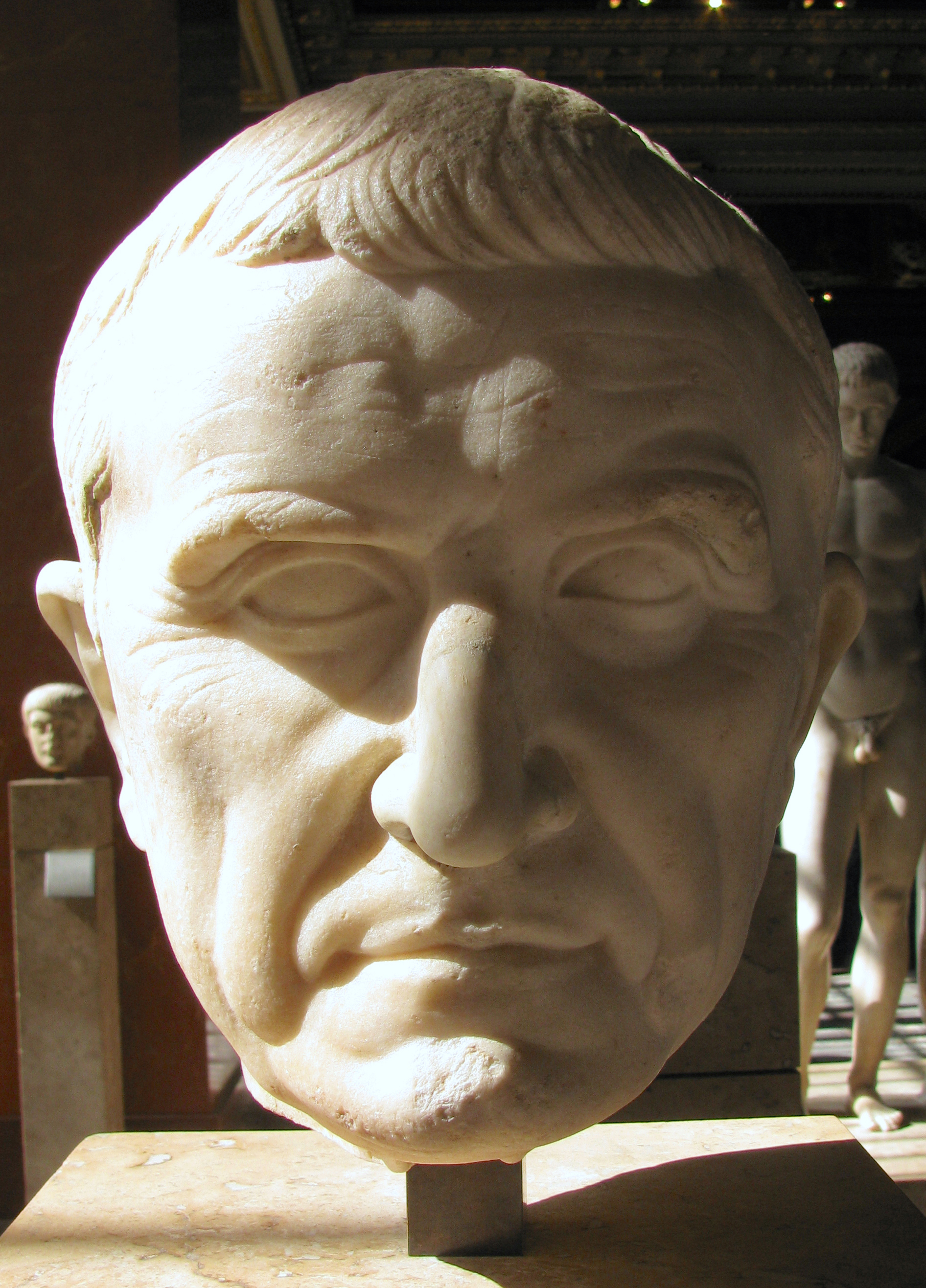
مارکوس لیسینیوس کراسوس، رهبر جناح راست نیروهای سولا در نبرد که پیروزی وی در این جناح کمک زیادی به سولا کرد.

در این میان، باوجود نبرد سهمگینی که در جناح چپ سولا جریان داشت، در جناح راست لژیون‌های کهنه‌سرباز سولا به فرماندهی کراسوس به پیروزی کاملی دست‌یافتند. نیروهای کراسوس دشمنان مقابل خود را که از بازمانده‌های نیروهای ماریانی کارینا و داماسیپوس تشکیل شده بودند را درهم‌کوبیده و دشمن را تا شب تعقیب کردند تا اینکه به شهرک آنتمنائه در شمال روم در مکانی‌که رود آنینه به تیبر می‌پیوندد، رسیدند؛ در اینجا کراسوس نیروهای خود را متوقف ساخت و پیک‌هایی به جانب سولا فرستاد تا وی را از پیروزی آگاه کند. پیک‌ها در نیمه شب به پورتا کولینا رسیده و به سولا گفتند که دشمن شکست خورده و تلفات بسیار سنگینی برجای گذاشته‌است. کراسوس درخواست تهیه خوراکی برای سربازان شجاع خود را نیز کرده بود. سولا از این خبر برای تقویت روحیه نیروهایش بهره گرفت. بالاخره در صبحدم دوم نوامبر جناح چپ سولا پس از آن‌که کل شب را جنگید، بر سامنیت‌ها برتری یافت و پیروزی را تکمیل کرد. سولا شخصاً به آنتمنائه رفته و توانست برخی نیروهای دشمن در حدود ۳٬۰۰۰ نفر را متقاعد نماید که به جناح وی پیوسته و به رفقای خود حمله کنند؛ حادثه‌ای که در اوج نبرد رخ داده و پیروزی ارتش سولا و محافظه‌کاران را سرعت بخشید.
بدینگونه روم از خشم و انتقام سامنیت‌ها برکنار ماند و نبرد با نابودی تقریباً کامل ارتش ایتالیایی-ماریانی پایان یافت. پونتیوس تلسینوس، فرمانده سامنیت‌ها، تا آخرین نفس خود جنگید. روز بعد سران ماریان‌ها از جمله کارینا، داماسیپوس و کنسورینوس دستگیر شدند.
پس از پیروزی، سولا نسبت به بازندگان جنگ ــ به‌ویژه سامنیت‌ها که روم را با چنین تهدیدی مواجه کرده بودند ــ رفتار بیرحمانه‌ای داشت؛ به‌طوری‌که سه‌روز پس از نبرد ۳٬۰۰۰ تن از اسرا به نحوی بربرگونه و توحش‌آمیز کُشته شدند و سناتورهایی که در صحنه اعدام حضور داشتند را به وحشت انداخت. بقیه منابع اظهار می‌دارند که سربازانی از دشمن که به‌شیوه خودسرانه اعدام شدند بالغ بر ۸٬۰۰۰ نفر بودند و اکثریت آنان را سامنیت‌ها تشکیل می‌دادند. افزون برآن سولا سر تلسینوس را قطع و به اسرای ماریان‌ها نیز رحم نکرد: داماسیپوس و کنسورینوس نیز کُشته و سربریده شدند.

## پیامدها
نبرد پورتا کولینا با خشونت مفرط و خونریزی بسیاری همراه بود، برطبق آنچه Appian گفته مجموع کُشتگان هر دو طرف به حدود ۵۰٬۰۰۰ نفر می‌رسید. پس از پیروزی و اعدام قساوت‌آمیز اسیران سامنیت، سولا تصمیم گرفت از این پیروزی سودجوید تا با نمایش قساوت دیگری، روحیه ارتش ماریان‌هایی که هنوز در پرنسته محاصره شده بودند را تضعیف کند؛ بدین معنی که سربُریدهٔ پونتیوس تلسینوس، کارینا، داماسیپوس و کنسورینوس را برای اوفلا (افسری که از سوی سولا مأمور محاصره پرنسته بود) فرستاد. این سرها به محاصره‌کنندگان پرنسته نشان داده شده و سپس به کمپ دشمن پرتاب شدند و سبب یأس در میان ارتش ماریان‌ها شد.
پس از تلاشی نافرجام برای فرار، گایوس ماریوس جوان و برادر کوچکتر تلسینوس خودکُشی کردند تا به دست دشمن اسیر نشوند، استحکامات پرنسته نیز درنهایت خود را به اوفلا تسلیم کردند. مدافعان شهر تصمیم به توقف مقاومت گرفتند زیرا توسط فرستادگان (نمایندگان) متقاعد شده بودند که با آنان با ملایمت برخورد خواهد شد امّا حقیقت جز این بود: سولا در انتقام‌گیری خود رحم و شفقتی نشان نداد. بخشی از اسیران جان به در بردند امّا شهروندان پرنسته، تمامی سامنیت‌ها و سناتورهایی که مخالف سولا بودند باخشونت کُشته شدند، شهر نیز مورد غارت واقع شده و ویران گشت.
پس از نبرد تعیین‌کنندهٔ پورتا کولینا و تسلیم شدن پرنسته، لوکیوس کورنلیوس سولا اکنون پیروزمند دومین جنگ داخلی سولا بود و تسلط کامل بر فضای سیاسی روم را صاحب شد و پس از سال‌ها منصب دیکتاتور روم را احیا کرد، هرچند که مابقی کانون‌های مقاومت ماریان‌ها و ایتالیایی‌ها جنگ را تا ۸۰ ق. م در کامپانیا و اتروریا پی‌گرفتند. سران بازماندهٔ دموکرات-ماریان تلاش کردند به خارج ایتالیا گریخته تا نیروهای باقی‌مانده را سازماندهی کنند امّا به سرعت توسط افسران سولا سرکوب شدند، به‌جز کوینتوس سرتوریوس که موفق شد در هیسپانیا دولتی بزرگ تشکیل دهد که تا چند سال دوام آورد. گنایوس پاپیریوس کاربو در سیسیل مورد حمله پومپیئوس واقع شده و کشته شد. پومپیئوس جوان سپس به سرعت به آفریکا رفت و دومیتیوس انوباربوس (داماد لوسیوس کورنلیوس کینا) را نیز شکست داده و به مرگ محکوم کرد تا پیروزی اپتیمات‌ها در جنگ داخلی تکمیل شود.
بدین‌ترتیب پومپیئوس به ایتالیا بازگشت و به عنوان ارتشتاری بااستعداد امّا خشن (adulescentulus carnifex یا دژخیم جوان) شهرت یافت. افزون‌برآن، کورنلیوس سولا به‌رغم تنفری که از جاه‌طلبی‌ها و استقلال این ژنرال جوان داشت، از دستاوردهای وی که به آخرین کانون‌های مقاومت دموکرات‌ها مُهر پایانی زده بود قدردانی نمود.

## یادداشت
1. ↑  Lucanians
2. ↑  Via Latina
3. ↑  Sacriporto
4. ↑  نگاه کنید به اولین نقشه بالای صفحه
5. ↑  Porta Collina یکی از چندین دروازهٔ شهر روم بود که احتمالاً توسط سرویوس تولیوس ساخته شده بود و در سدهٔ نوزدهم میلادی ویران شد.
6. ↑  این آپیوس کلادیوس که توسط پلوتارک نامبرده شده میان تاریخ‌نگاران مدرن چندان شناخته شده نیست.
7. ↑  به ایتالیایی: Venere Ericina
8. ↑  به ایتالیایی Antemnae به لاتین Ante Amnes به معنای «روبروی رودها»
9. ↑  Quintus Sertorius